# Семилейка (приток Большой Кши)
Семилейка — река в России, протекает в Республике Мордовия. Левый приток реки Большая Кша.

## География
Река Семилейка берёт начало у села Пянгелей. Течёт на юго-восток по открытой местности. Устье реки находится у села Косогоры в 16 км от устья Большой Кши. Длина реки составляет 19 км, площадь водосборного бассейна — 88,5 км².

## Данные водного реестра
По данным государственного водного реестра России относится к Верхневолжскому бассейновому округу, водохозяйственный участок реки — Сура от Сурского гидроузла и до устья реки Алатырь, речной подбассейн реки — Сура. Речной бассейн реки — (Верхняя) Волга до Куйбышевского водохранилища (без бассейна Оки).
Код объекта в государственном водном реестре — 08010500312110000036777.